# Айдлиц, Вальтер
Ва́льтер А́йдлиц (нем. Walther Eidlitz; также известен под своим кришнаитским духовным именем Ва́мана Да́са, IAST: Vāmana Dāsa; 28 августа 1892, Вена — 28 августа 1976, Ваксхольм) — австрийский писатель, поэт, драматург, индолог и кришнаитский религиозный деятель; почётный доктор Лундского университета; ученик Свами Бона.
Вальтер Айдлиц был одним из первых западных людей, обратившихся в гаудия-вайшнавизм. Заинтересовавшись индуизмом, в 1938 году Айдлиц оставил свою семью в Австрии и отправился в Индию в поисках Бога. В начале Второй мировой войны, Айдлиц был помещён британскими властями в Индии в лагерь для военнопленных, где познакомился с Саданандой Свами (1903—1977), который был учеником Бхактисиддханты Сарасвати (1874—1937) и первым западным человеком, принявшим гаудия-вайшнавизм. После окончания войны, Айдлиц получил духовное посвящение от вайшнавского гуру Бхакти Хридайи Бона Свами. В 1952 году Айдлиц вернулся в Европу и поселился в Швеции, где и умер в 1976 году. Свой духовный поиск Айдлиц описал в книге «Путешествие в неизвестную Индию».